# Agonochaetia
Agonochaetia é um gênero de traça pertencente à família Agonoxenidae.